# Murdo MacLeod (Snookerspieler)
Murdo MacLeod (* 14. Januar 1947), auch Murdo Macleod oder Murdo McLeod, ist ein ehemaliger schottischer Snookerspieler, der zwischen 1981 und 1996 für 16 Saisons Profispieler war. In dieser Zeit gewann er drei Mal die Scottish Professional Championship und erreichte Rang 22 der Snookerweltrangliste.

## Karriere
MacLeods Karriere begann mit einem großen Erfolg, als er 1970 das Endspiel der schottischen Snooker-Meisterschaft erreichen konnte, auch wenn er dort gegen David Sneddon verlor. 1977 unterlag er beim selben Turnier im Halbfinale mit 0:4 Eddie McLaughlin und im selben Jahr Alex Higgins in der Runde der letzten 32 der Pontins Spring Open, ehe er 1979 bei der schottischen Meisterschaft im Viertelfinale gegen Jim Donnelly verlor. 1980 nahm er erneut an den Pontins Spring Open teil, schied aber wieder in der Runde der letzten 32 aus, diesmal gegen Joe O’Boye. Ein Jahr später wurde er Profispieler. Zuvor hatte er in Edinburgh als Bäcker gearbeitet.
Bereits Mitte 1981 nahm MacLeod an seinem ersten Profitour teil; bei der Scottish Professional Championship verlor er sein Auftaktspiel gegen Ian Black. Während seiner ersten Profisaison zog MacLeod zwar nie in die Hauptrunde eines Ranglistenturnieres ein (was nötig gewesen wäre, um sich für die Weltrangliste zu platzieren), schied aber bei der Snookerweltmeisterschaft erst in der finalen Qualifikationsrunde aus und erreichte darüber hinaus beim Bass and Golden Leisure Classic das Achtelfinale und bei der Scottish Professional Championship das Viertelfinale. Auf der Weltrangliste immer noch ungesetzt, qualifizierte er sich während der nächsten Saison für das Professional Players Tournament und schied dort erst gegen Ray Reardon im Viertelfinale aus, sodass er fortan auf der Weltrangliste Rng 27 belegte. Dadurch schaffte es MacLeod, während der Saison 1983/84 bei einem Großteil der Ranglistenturniere in die Hauptrunde einzuziehen; sein bestes Ergebnis war eine Achtelfinalteilnahme beim Classic. Das beste Ergebnis der gesamten Saison erzielte er allerdings zum Saisonauftakt bei der Scottish Professional Championship, wo er mit Siegen über Matt Gibson und Ian Black sein erstes Profifinale erreichte und dort gegen Eddie Sinclair zum ersten Mal ein Profiturnier gewann. Später in der Saison gelang ihm bei einem Herausforderungsduell gegen Sinclair die Titelverteidigung. Auf der Weltrangliste verschlechterte er sich trotz seiner Erfolge bei den Ranglistenturnieren auf Rang 29. Nachdem er jedoch während der anschließenden Saison – nebst der erneuten Titelverteidigung bei der Scottish Professional Championship – bei jedem Ranglistenturnier inklusive der prestigeträchtigen Snookerweltmeisterschaft die Hauptrunde erreicht und zweimal erst im Achtelfinale verloren hatte, verbesserte er sich wieder auf Rang 26.
Zwar verlor MacLeod in der Saison 1985/86 bei der Snookerweltmeisterschaft in der finalen Qualifikationsrunde gegen Danny Fowler und bei der Scottish Professional Championship bereits im Viertelfinale gegen Stephen Hendry, doch dafür erreichte er insgesamt fünfmal eine Hauptrunde eines Ranglistenturnieres und schied dreimal erst im Achtelfinale aus. Während der nächsten Saison konnte MacLeod über weite Teile keine Spiele gewinnen, erst in der finalen Runde der WM-Qualifikation gewann er gegen Ray Edmonds sein erstes Spiel. In der anschließenden WM-Hauptrunde besiegte er außerdem Rex Williams, bevor er im Achtelfinale gegen den Titelverteidiger Joe Johnson verlor. Damit war MacLeod der erste Schotte, der im Crucible Theatre, seit 1977 Spielort der WM-Hauptrunde, ein Spiel gewinnen konnte. Zwischenzeitlich belegte MacLeod mit Rang 22 die beste Platzierung seiner Karriere, doch trotz des WM-Erfolgs rutschte er mit dem Ende der Saison 1986/87 auf Rang 30 ab. Doch auch in der Saison 1987/88 gewann er nur bei wenigen Turnieren sein Auftaktspiel, allerdings gelang es ihm, bei den British Open das Achtelfinale und bei der Scottish Professional Championship das Finale zu erreichen, welches er aber gegen Stephen Hendry verlor. Mittlerweile nur noch auf Rang 48 geführt, gewann er in der darauffolgenden Saison wieder mehr Spiele, sodass er mehrfach die Runde der letzten 32 erreichen konnte. Zudem zog er bei der Scottish Professional Championship, die anschließend eingestellt wurde, erneut ins Finale ein, musste sich dort aber John Rea geschlagen geben. Die neuerlichen Erfolge machten sich auf der Weltrangliste mit einer Verbesserung auf Rang 45 bemerkbar, doch ein Jahr später wurde er nur noch auf Rang 56 geführt, da er während der Spielzeit 1989/90 nur bei den British Open die Runde der letzten 32 erreicht hatte und ansonsten spätestens in der Runde der letzten 64, häufig aber in der Qualifikation ausgeschieden war. Des Weiteren nahm er an den Dutch Open teil, wo er im Achtelfinale gegen Tony Chappel verlor, doch hierbei handelte es sich nur um ein Amateurturnier mit Profibeteiligung. Zu dieser Zeit lebte MacLeod in Livingston.
Auch während der nächsten beiden Spielzeiten konnte MacLeod sein Niveau halten; er schied zwar häufig in der Qualifikation aus, erreichte aber regelmäßig eine Hauptrunde. Zudem erreichte er das Viertelfinale der World Seniors Championship, wo er sich Ex-Weltmeister Terry Griffiths geschlagen geben musste. Dennoch begann er, auf der Weltrangliste sukzessive abzurutschen, wodurch er 1992 nur noch auf dem 100. Platz geführt wurde. Auch wenn er in der nächsten Saison stets in der Qualifikation ausschied, verschlechterte er sich nur um drei Plätze. Doch auch in den nächsten drei Saisons schaffte er es nicht, die Qualifikation eines Ranglistenturnieres zu erreichen. Seine größten Erfolge fuhr er in dieser Zeit bei Turnieren ohne Weltranglisteneinfluss ein; er erreichte die Runde der letzten 64 des ersten Events der Strachan Challenge 1994 und die Runde der letzten 32 der Benson and Hedges Championship 1994. Mangels Erfolge bei Ranglistenturnieren wurde er 1996 allerdings nur noch auf Platz 176 gelistet, bevor er mit der Saison 1996/97 seine Turnierteilnahmen auf ein Minimum reduzierte und nur noch an der WM-Qualifikation teilnahm, dort aber sein Auftaktspiel verlor. Abgestürzt auf Rang 333, verlor er anschließend nach sechzehn Profijahren seinen Profistatus. Dennoch durfte er 1998 noch an der WM-Qualifikation teilnehmen, wo er allerdings ebenfalls sein Auftaktspiel verlor. Über ein Jahrzehnt später wurde er zur Scottish Professional Championship 2011 eingeladen, einer einmaligen Neuauflage des Turnieres. Auch dort hatte er allerdings im Auftaktspiel keinen Erfolg und unterlag Richy McDonald mit 0:5.

## Erfolge
| Ausgang         | Jahr | Turnier                            | Finalgegner    | Ergebnis  |
| --------------- | ---- | ---------------------------------- | -------------- | --------- |
| Amateurturniere |      |                                    |                |           |
| Zweiter         | 1970 | Schottische Snooker-Meisterschaft  | David Sneddon  | unbekannt |
| Profiturniere   |      |                                    |                |           |
| Sieger          | 1983 | Scottish Professional Championship | Eddie Sinclair | 11:9      |
| Sieger          | 1984 | Scottish Professional Championship | Eddie Sinclair | 8:7       |
| Sieger          | 1985 | Scottish Professional Championship | Eddie Sinclair | 10:2      |
| Zweiter         | 1988 | Scottish Professional Championship | Stephen Hendry | 4:10      |
| Zweiter         | 1989 | Scottish Professional Championship | John Rea       | 7:9       |